# Bau (jednotka)
Bau je stará jednotka obsahu používaná v Indonésii. Do češtiny se někdy přepisuje též jako bahu.

## Převodní vztahy
- 1 bau = 7096 m² = 1/2 djo-eng